# Eladio de Lema Martín
Eladio de Lema Martín (Vigo; 1853 - Vigo, 5 de octubre de 1928) fue un editor y político español. 

## Trayectoria

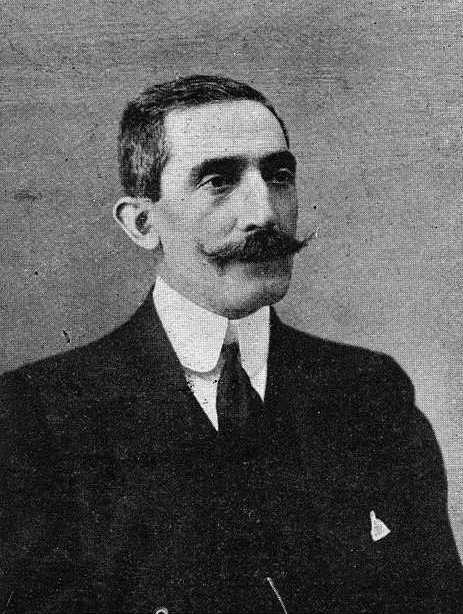
Eladio de Lema en 1917.

Hijo de Ángel de Lema y Marina, propietario del Faro de Vigo, sucedió a su padre en la dirección del periódico en 1881. Afiliado al Partido Liberal-Conservador, primero siguiendo a José Elduayen y después a Gabino Bugallal, fue concejal de Vigo y diputado provincial. En 1921 fue elegido senador por la provincia de Pontevedra.
Está enterrado en el Cementerio de Pereiró en Vigo.

## Vida personal
Se casó con Mercedes Trepado y tuvo 3 hijos, Ángel, Mercedes y Josefina.